# The Best FIFA Football Awards 2022
 (mars 2023).
Si vous disposez d'ouvrages ou d'articles de référence ou si vous connaissez des sites web de qualité traitant du thème abordé ici, merci de compléter l'article en donnant les références utiles à sa vérifiabilité et en les liant à la section « Notes et références ».
The Best FIFA Football Awards 2022 est une cérémonie de remise de prix qui a eu lieu à Paris, à la salle Pleyel, le 27 février 2023 dans le cadre de The Best FIFA Football Awards, récompense attribuée par la FIFA chaque année depuis 2016.
Les lauréats de cette édition sont Lionel Messi et Alexia Putellas dans la catégorie joueurs, Emiliano Martínez et Mary Earps dans la catégorie gardiens de but, ainsi que Lionel Scaloni et Sarina Wiegman dans la catégorie entraîneurs.

## Principe
Pour un article plus général, voir The Best FIFA Football Awards.
La FIFA établit la liste de nommés, ensuite ce sont des sélectionneurs, des capitaines, des journalistes et des supporters qui votent pour les 3 meilleurs de chaque liste en leur donnant des points : 5 pour le premier, 3 pour le deuxième et 1 pour le troisième, le lauréat est celui qui obtient le plus grand nombre de points.

## Nominations et lauréats 2022

### The Best – Joueur de la FIFA 2022
Pour un article plus général, voir Meilleur footballeur de l'année FIFA.
Quatorze joueurs ont été initialement présélectionnés le 12 janvier 2023.
Les critères de sélection des joueurs masculins de l'année sont : les réalisations respectives durant la période du 8 août 2021 au 18 décembre 2022 ce qui inclut la saison 2021/2022 et la Coupe du monde de football 2022 au Qatar.
Les trois finalistes ont été dévoilés le 10 février 2023.
| Rang             | Joueur             | Club(s)                           | Équipe nationale | Points         |
| Les finalistes   | Les finalistes     | Les finalistes                    | Les finalistes   | Les finalistes |
| ---------------- | ------------------ | --------------------------------- | ---------------- | -------------- |
| 1                | Lionel Messi       | Paris Saint-Germain               | Argentine        | 52             |
| 2                | Kylian Mbappé      | Paris Saint-Germain               | France           | 44             |
| 3                | Karim Benzema      | Real Madrid                       | France           | 34             |
| Autres candidats |                    |                                   |                  |                |
| 4                | Luka Modrić        | Real Madrid                       | Croatie          | 28             |
| 5                | Erling Haaland     | Borussia Dortmund Manchester City | Norvège          | 24             |
| 6                | Sadio Mané         | Liverpool FC Bayern Munich        | Sénégal          | 19             |
| 7                | Julián Álvarez     | Manchester City                   | Argentine        | 17             |
| 8                | Achraf Hakimi      | Paris Saint-Germain               | Maroc            | 15             |
| 9                | Neymar             | Paris Saint-Germain               | Brésil           | 13             |
| 10               | Kevin De Bruyne    | Manchester City                   | Belgique         | 10             |
| 11               | Vinícius Júnior    | Real Madrid                       | Brésil           | 10             |
| 12               | Robert Lewandowski | Bayern Munich FC Barcelone        | Pologne          | 7              |
| 13               | Jude Bellingham    | Borussia Dortmund                 | Angleterre       | 3              |
| 14               | Mohamed Salah      | Liverpool FC                      | Égypte           | 2              |

### The Best – Joueuse de la FIFA 2022
Pour un article plus général, voir The Best - Joueuse de la FIFA.
Quatorze joueuses ont été initialement présélectionnées le 12 janvier 2023 .
Les critères de sélection des joueuses féminines de l'année sont : les réalisations respectives durant la saison 2021/2022.
Les trois finalistes ont été dévoilées le 10 février 2023.
| Rang                 | Joueuse          | Club(s)                           | Points         |                |
| les finalistes       | les finalistes   | les finalistes                    | les finalistes | les finalistes |
| -------------------- | ---------------- | --------------------------------- | -------------- | -------------- |
| 1                    | Alexia Putellas  | FC Barcelone                      | 50             |                |
| 2                    | Alex Morgan      | Orlando Pride / Wave de San Diego | 37             |                |
| 3                    | Beth Mead        | Arsenal                           | 37             |                |
| les autres candidats |                  |                                   |                |                |
| 4                    | Sam Kerr         | Chelsea                           | 34             |                |
| 5                    | Aitana Bonmatí   | FC Barcelone                      | 29             |                |
| 6                    | Debinha          | North Carolina Courage            | 25             |                |
| 7                    | Alexandra Popp   | VfL Wolfsburg                     | 17             |                |
| 8                    | Leah Williamson  | Arsenal                           | 17             |                |
| 9                    | Ada Hegerberg    | Olympique Lyonnais                | 13             |                |
| 10                   | Wendie Renard    | Olympique Lyonnais                | 9              |                |
| 11                   | Lena Oberdorf    | VfL Wolfsburg                     | 4              |                |
| 12                   | Vivianne Miedema | Arsenal                           | 2              |                |
| 13                   | Keira Walsh      | Manchester City / FC Barcelone    | 0              |                |
| 14                   | Jessie Fleming   | Chelsea                           | 0              |                |

### The Best – Gardien de but de la FIFA 2022
Pour un article plus général, voir The Best, Gardien de but de la FIFA.
Cinq joueurs ont été initialement présélectionnés le 12 janvier 2023.
Les trois finalistes ont été dévoilés le 8 février 2023.
| Rang             | Joueur            | Club(s)         | Équipe nationale | Points         |
| Les finalistes   | Les finalistes    | Les finalistes  | Les finalistes   | Les finalistes |
| ---------------- | ----------------- | --------------- | ---------------- | -------------- |
| 1                | Emiliano Martínez | Aston Villa     | Argentine        | 26             |
| 2                | Yassine Bounou    | Séville         | Maroc            | 20             |
| 3                | Thibaut Courtois  | Réal Madrid     | Belgique         | 14             |
| Autres candidats |                   |                 |                  |                |
| 4                | Alisson           | Liverpool FC    | Brésil           | 8              |
| 5                | Ederson           | Manchester City | Brésil           | 4              |

### The Best – Gardienne de but de la FIFA 2022
Pour un article plus général, voir The Best, Gardien de but de la FIFA.
Six joueuses ont été initialement présélectionnés le 12 janvier 2023.
Les trois finalistes ont été dévoilés le 8 février 2023.
| Rang             | Joueuse           | Club(s)              | Équipe nationale | Points         |
| Les finalistes   | Les finalistes    | Les finalistes       | Les finalistes   | Les finalistes |
| ---------------- | ----------------- | -------------------- | ---------------- | -------------- |
| 1                | Mary Earps        | Manchester United    | Angleterre       | 26             |
| 2                | Christiane Endler | Olympique lyonnais   | Chili            | 22             |
| 3                | Ann-Katrin Berger | Chelsea              | Allemagne        | 10             |
| Autres candidats |                   |                      |                  |                |
| 4                | Sandra Paños      | FC Barcelone         | Espagne          | 7              |
| 5                | Merle Frohms      | VfL Wolfsburg        | Allemagne        | 5              |
| 6                | Alyssa Naeher     | Red Stars de Chicago | États-Unis       | 3              |

### The Best – Entraîneur de la FIFA pour le football masculin 2022
Pour un article plus général, voir The Best, Entraîneur de la FIFA.
Cinq entraineurs ont été initialement présélectionnés le 12 janvier 2023.
Les trois finalistes ont été dévoilés le 9 février 2023.
| Rang             | Entraîneur       | Équipe(s) gérée(s) | Points         |
| Les finalistes   | Les finalistes   | Les finalistes     | Les finalistes |
| ---------------- | ---------------- | ------------------ | -------------- |
| 1                | Lionel Scaloni   | Argentine          | 28             |
| 2                | Carlo Ancelotti  | Real Madrid        | 17             |
| 3                | Pep Guardiola    | Manchester City    | 12             |
| Autres candidats |                  |                    |                |
| 4                | Walid Regragui   | Wydad AC Maroc     | 10             |
| 5                | Didier Deschamps | France             | 5              |

### The Best – Entraîneur de la FIFA pour le football féminin 2022
Pour un article plus général, voir The Best, Entraîneur de la FIFA.
Cinq entraineurs ont été initialement présélectionnés le 12 janvier 2023.
Les trois finalistes ont été dévoilés le 9 février 2023.
| Rang              | Entraîneur               | Équipe(s) gérée(s) | Points |
| Les finalistes    | Les finalistes           | Les finalistes     |        |
| ----------------- | ------------------------ | ------------------ | ------ |
| 1                 | Sarina Wiegman           | Angleterre         | 28     |
| 2                 | Sonia Bompastor          | Lyon               | 18     |
| 3                 | Pia Sundhage             | Brésil             | 10     |
| Autres candidates |                          |                    |        |
| 4                 | Emma Hayes               | Chelsea FC         | 10     |
| 5                 | Martina Voss-Tecklenburg | Allemagne          | 6      |
| 6                 | Bev Priestman            | Canada             | 0      |

### Prix Puskás de la FIFA 2022
Pour un article plus général, voir Prix Puskás de la FIFA.
Marcin Oleksy

### Distinction Fair-play de la FIFA 2022
Luka Lochoshvili

### The Best — Prix spécial FIFA 2022
Un prix supplémentaire a été attribué en hommage à feu Pelé, en reconnaissance de son rôle et de sa contribution au sport qu'est le football. Il a été remis à sa veuve Marcia Aoki.
| Lauréat | Motif                                                                                          |
| ------- | ---------------------------------------------------------------------------------------------- |
| Pelé    | Attribué à titre posthume en tant qu'hommage et reconnaissance pour son rôle dans le football. |

### Prix des Supporters de la FIFA 2022
Supporters de l'Argentine

### FIFA FIFPro World11 masculin
Pour un article plus général, voir FIFA FIFPro World11.
| Année | Gardien de but                  | Défenseurs                                                                                      | Milieux de terrain                                                                          | Attaquants |
| ----- | ------------------------------- | ----------------------------------------------------------------------------------------------- | ------------------------------------------------------------------------------------------- | --- |
| 2022  | Thibaut Courtois ( Real Madrid) | Achraf Hakimi ( Paris Saint-Germain) Virgil van Dijk ( Liverpool) João Cancelo ( Bayern Munich) | Kevin De Bruyne ( Manchester City) Casemiro ( Manchester United) Luka Modrić ( Real Madrid) | Kylian Mbappé ( Paris Saint-Germain) Erling Haaland ( Manchester City) Karim Benzema ( Real Madrid) Lionel Messi ( Inter Miami FC) |

### FIFA FIFPro World11 féminin
Pour un article plus général, voir FIFA FIFPro Women's World11.
| Season | Goalkeeper                       | Defenders | Midfielders                                                                                           | Forwards                                                           |
| ------ | -------------------------------- | --- | --- | ------------------------------------------------------------------ |
| 2022   | Christiane Endler (Ol. Lyonnais) | Lucy Bronze (Manchester City , FC Barcelone ) Wendie Renard (Ol. Lyonnais) Leah Williamson (Arsenal) Mapi León (FC Barcelone) | Lena Oberdorf (Wolfsburg) Alexia Putellas (FC Barcelone) Keira Walsh (Manchester City , FC Barcelone) | Beth Mead (Arsenal) Alex Morgan (Orlando Pride) Sam Kerr (Chelsea) |